# 兵庫県立猪名川高等学校
兵庫県立猪名川高等学校（ひょうごけんりつ いながわこうとうがっこう）は、兵庫県川辺郡猪名川町にある公立高等学校。通称は「猪名高」。姉妹高校は、オーストラリアのマウントクリアカレッジ。1年間の長期留学もできる。

## 沿革
- 1964年 - 兵庫県立伊丹高等学校猪名川分校併設。
- 1975年3月 - 猪名川分校閉校。分校在校生は猪名川高等学校2年生3年生に吸収。
- 1975年4月 - 開校。
- 2014年 - 兵庫県立こやの里特別支援学校分教室を本校内に設置。
- 2024年 - 分教室の所管が兵庫県立川西カリヨンの丘特別支援学校に変更。

## 学科
- 普通科
- 教育コミュニケーション類型

## 部活動
運動部
- 硬式野球部
- サッカー部
- バスケットボール部
- 女子バレーボール同好会
- 陸上競技部
- バドミントン部
- レスリング部
- 硬式テニス部
- 軟式テニス部
- 水泳部
- 剣道部
- 卓球部

文化部
- 吹奏楽部
- 放送部
- 科学部
- 茶道部
- 書道部
- 家庭科部
- 美術部
- 華道部
- 写真部
- ダンス部
- 英語同好会

放送部とレスリング部は全国大会出場経験あり。

## 事故・訴訟
- 2013年10月、柔道の授業中に1年生男子生徒が有段者同級生との組手で失神し脊椎を損傷、入院。

2020年5月29日、元生徒の被害男性が、長期間入院する大けがを負ったとして、県に約５９０万円の損害賠償を求めた訴訟で、神戸地方裁判所 （齋藤聡裁判長）は県に約180万円を支払うよう命じる判決。

## 著名な出身者
- 池田達哉 - サッカー選手（Jリーグ・大分トリニータ）
- 則竹裕之 - ミュージシャン・ドラマー（T-SQUARE・Synchronized DNA・club PANGAEA・MASATO HONDA with VOICE OF ELEMENTS）
- 榊いずみ（旧芸名：橘いずみ） - シンガーソングライター
- 秋山賢太 - お笑い芸人（アキナ）
- 秋山勇輝 - 構成作家 (お笑いコンビアキナの秋山の弟)
- 桂三若 - 落語家
- とつげき東北 - 麻雀研究家

## アクセス
- 能勢電鉄日生中央駅より徒歩15分

## 所在地
- 〒666-0233 兵庫県川辺郡猪名川町紫合字新林4-4